# Дюральд, Отем
О́тем Ша́йенн Дю́ральд-А́ркапоу (англ. Autumn Cheyenne Durald Arkapaw; род. 14 декабря 1979, Окснард, Вентура, Калифорния, США) — американский кинематографист и кинооператор. В 2013 году была оператором дебютного полнометражного фильма Джии Копполы «Пало-Альто» (2013), а также многочисленных музыкальных клипов и рекламных роликов.

## Биография
Дюралд выросла в районе залива Сан-Франциско. Училась Отем в Университете Лойола Мэримаунт и изучала историю искусств. После окончания учёбы она работала в рекламе, а затем ассистентом оператора в кино. В 2009 году она окончила программу кинематографии консерватории AFI.
Дюралд замужем за австралийским кинематографистом Адаме Аркапоу. У пары есть сын — Эйдан.

## Фильмография

### Фильмы
| Год  | Название                         | Оригинальное название          | Режиссёр           |
| ---- | -------------------------------- | ------------------------------ | ------------------ |
| 2013 | Пало-Альто                       | Palo Alto                      | Джиа Коппола       |
| 2015 | Один и два                       | One and Two                    | Эндрю Дроз Палермо |
| 2018 | Не вместе                        | Untogether                     | Эмма Форрест       |
| 2018 | За мечтой                        | Teen Spirit                    | Мингелла, Макс     |
| 2019 | Солнце тоже звезда               | The Sun Is Also a Star         | Ри Руссо-Янг       |
| 2020 | Мейнстрим                        | Mainstream                     | Джиа Коппола       |
| 2022 | Чёрная пантера: Ваканда навсегда | Black Panther: Wakanda Forever | Райан Куглер       |
| 2024 | Шоугёрл                          | The Last Showgirl              | Джиа Коппола       |
| 2025 | Грешники                         | Sinners                        | Райан Куглер       |

Документальные фильмы
| Год  | Название                                          | Режиссёр     | Примечания                                          |
| ---- | ------------------------------------------------- | ------------ | --------------------------------------------------- |
| 2015 | The Reflektor Tapes                               | Кэлил Джозеф | совместно с Лолом Кроули и Маликом Хассаном Сайидом |
| 2020 | История Beastie Boys / Beastie Boys Story (англ.) | Спайк Джонз  |                                                     |

### Телевидение
| Год  | Название                  | Оригинальное название  | Режиссёр    | Примечания       |
| ---- | ------------------------- | ---------------------- | ----------- | ---------------- |
| 2019 | Азиз Ансари: Прямо сейчас | Aziz Ansari: Right Now | Спайк Джонз | Стенд-ап комедия |
| 2021 | Локи                      | Loki                   | Кейт Херрон | 1-й сезон        |

### Музыкальные клипы
| Год  | Название                    | Исполнитель                 | Режиссёр       |
| ---- | --------------------------- | --------------------------- | -------------- |
| 2013 | «Desert Days»               | Haim                        | Табита Денхолм |
| 2013 | «Falling»                   | Haim                        | Табита Денхолм |
| 2013 | «Strong»                    | London Grammar              | Сэм Браун      |
| 2013 | «Hearts Like Ours»          | The Naked and Famous        | Кэмпбелл Хупер |
| 2013 | «Lovers in the Parking Lot» | Соланж Ноулз                |                |
| 2013 | «Primetime»                 | Жанель Моне                 | Алан Фергюсон  |
| 2013 | «Overdose»                  | Little Daylight             | Кэмпбелл Хупер |
| 2014 | «Ashley»                    | Биг Шон                     | Эллис Баэл     |
| 2014 | «Wasted»                    | Tiësto                      | Табита Денхолм |
| 2014 | «You’re Not Good Enough»    | Blood Orange                | Джиа Коппола   |
| 2015 | «Porno»                     | Arcade Fire                 | Кэлил Джозеф   |
| 2019 | «Sucker»                    | Jonas Brothers              | Энтони Мэндлер |
| 2019 | «Power Is Power»            | SZA The Weeknd Трэвис Скотт | Энтони Мэндлер |
| 2022 | «Lift Me Up»                | Рианна                      | Сама           |

## Награды
- В 2014 году Variety назвал её одним из десяти «кинематографистов, за которыми стоит следить»[2].
- В 2014 году Variety назвала её одной из «на очереди» в своём отчёте о влиянии «ниже линии»[7].
- В 2014 году Indiewire назвал её одной из «На подъёме: кинематографисты, за которыми стоит следить»[8].